# Jennifer Loriston-Clarke
Ann Jennifer Francis Loriston-Clarke –conocida como Jennie Loriston-Clarke– (Charmouth, 22 de enero de 1943) es una jinete británica que compitió en la modalidad de doma.
Ganó una medalla de bronce en el Campeonato Mundial de Doma de 1978, en la prueba individual. Participó en cuatro Juegos Olímpicos de Verano, entre los años 1972 y 1988, ocupando el octavo lugar en Montreal 1976 y Los Ángeles 1984, en la prueba por equipos.

## Palmarés internacional
| Campeonato Mundial | Campeonato Mundial     | Campeonato Mundial | Campeonato Mundial |
| Año                | Lugar                  | Medalla            | Categoría          |
| ------------------ | ---------------------- | ------------------ | ------------------ |
| 1978               | Goodwood (Reino Unido) | Medalla de bronce  | Individual         |